# Gombe (Nigérie)
Gombe je město ve severovýchodní Nigérii. Je hlavním městem státu Gombe, přičemž v roce 2022 ve městě žilo přibližně 447 tisíc obyvatel. Nejpoužívanějšími jazyky ve městě jsou fulbština a hauština. Dominantním etnikem ve městě jsou Fulbové, ale nachází se zde celá řada dalších etnik. Ve městě se nachází Brigadier Zakari Maimalari Airport a Státní univerzita v Gombe. Hlavním zdrojem příjmů města je zemědělství provozované v jeho bezprostředním okolí; zejména se zde pěstují plodiny jako kukuřice, proso, čirok, bavlna, rýže, podzemnice olejná nebo fazole. Z hlediska sportovního vyžití nabízí město Pantami Stadium, který má kapacitu asi 12 tisíc diváků.  